# Deathmatch
Deathmatch (abreviado como DM; também conhecido em português como "mata-mata") é um modo de jogo amplamente usado e integrado em vários jogos eletrônicos da categoria de tiro e RTS. O objetivo de um jogo de deathmatch é matar o máximo de jogadores possível até que uma certa condição ou limite é alcançado, geralmente sendo um limite de mortes ou de tempo. Quando uma dessas condições é alcançada, a partida termina e o vencedor é aquele que causou o maior número de mortes. Deathmatch teve origem na década de 90 no jogo Doom, quando dois dos criadores (John Romero e John Carmack) discutiam para ver quem era o melhor no jogo até que resolveram criar um sistema para que pudessem se enfrentar em computadores diferentes.